# فورتوناتا وخثينتا (رواية)
فورتوناتا وخثينتا (بالإسبانية: Fortunata y Jacinta)‏ هي رواية إسبانية للكاتب بينيتو بيريث جالدوس، كتبها فيما بين عامي 1886 و1887. ويراها الكثير من النقاد الأدبيين بمثابة أفضل عمل أدبي أبدعه الكاتب. فيما تقف في العصر الحالي على قدم المساواة مع رواية لا ريخنتا لكلارين على قمة الأعمال الروائية الممثلة لتيار الواقعية في الأدب الإسباني.